# Glen Ridge (New Jersey)
Glen Ridge is een plaats (borough) in de Amerikaanse staat New Jersey, en valt bestuurlijk gezien onder Essex County.

## Demografie
Bij de volkstelling in 2000 werd het aantal inwoners vastgesteld op 7271.
In 2006 is het aantal inwoners door het United States Census Bureau geschat op 6908, een daling van 363 (-5,0%).

## Geografie
Volgens het United States Census Bureau beslaat de plaats een oppervlakte van
3,3 km², geheel bestaande uit land.

## Plaatsen in de nabije omgeving
De onderstaande figuur toont nabijgelegen plaatsen in een straal van 4 km rond Glen Ridge.

## Geboren
- Sascha Kolowrat-Krakowsky (1886-1927), Oostenrijks filmpionier
- Buzz Aldrin (1930), astronaut
- Cindy Sherman (1954), beeldend kunstenares en fotografe